# Alejo Lira Infante
Alejo Lira Infante (Santiago, 30 de abril de 1880-Viña del Mar, 26 de agosto de 1966) fue un político y abogado chileno. Hijo de José Antonio Lira Argomedo y Adelaida Infante de Santiago Concha. Casado con Josefina Irarrázaval Correa.
Educado en el Colegio San Ignacio y en la Universidad de Chile, donde cursó Leyes, jurando como abogado el 30 de abril de 1902. Se desempeñó como abogado del Consejo Superior de Habitaciones, fue miembro del Consejo de Defensa Fiscal y delegado al Congreso de La Haya.
Perteneció a una familia católica, en la que destaca su hermano el obispo Rafael Lira Infante. Participó activamente en la acción cristiana como presidente del Patronato San Isidro.
Integró las filas del Partido Conservador, del cual fue secretario. Fue elegido Diputado por Talca (1915-1918) y por Rancagua, Cachapoal y Maipo (1918-1921). Integró en estos dos períodos legislativos la comisión permanente de educación y beneficencia.
Reelegido diputado por Rancagua (1930-1932), como parte de la bancada conservadora del Congreso Termal. Integró la Comisión permanente de Elecciones.
Senador por la provincia de Valdivia, Llanquihue, Chiloé, Aysén y Magallanes, en reemplazo del fallecido senador Luis Alberto Cariola Maffei (1933-1937), reelegido en propiedad por la misma agrupación provincial (1937-1945).
También fue nombrado por el papa comendador de la Orden de San Gregorio Magno.